# Parafia Świętego Ducha w Gozdnicy
Parafia Świętego Ducha w Gozdnicy – parafia Kościoła Polskokatolickiego w RP, położona w dekanacie lubuskim diecezji wrocławskiej. Proboszczem parafii jest ks. dziek. Stanisław Stawowczyk, który na stałe mieszka w Żaganiu. Msze św. sprawowane są zgodnie z ogłoszeniem proboszcza. Kościół parafialny znajduje się przy ul. Wojska Polskiego na terenie miejskiego cmentarza komunalnego.
Parafia polskokatolicka w Gozdnicy została erygowana przez ks. bpa Juliana Pękalę 15 października 1965 roku. Impulsem do powstania wspólnoty była działalność misyjna parafii polskokatolickiej pw. Dobrego Pasterza w Żarach. Na pierwsze nabożeństwa polskokatolicy jednak spotykali się w kaplicy urządzonej w mieszkaniu prywatnym, odstąpionym na ten cel przez państwa Jadrych przy ul. Partyzantów. Powołanie parafii polskokatolickiej zaowocowało konflikt wyznaniowy z rzymskimi katolikami. Pierwszym proboszczem parafii był ks. Tadeusz Piątek. W 1965 roku Kościołowi Polskokatolickiemu przekazano w użytkowanie świątynię protestancką, wybudowaną w latach 1741–1743, która jest unikalnym zabytkiem na tym terenie. Poświęcenie obecnego kościoła parafialnego nastąpiło 30 stycznia 1966 roku, wtedy parafia liczyła ok. 65 osób, obecnie zaś miejscowa społeczność polskokatolicka jest niewielka. W 2006 roku udało się kompleksowo odrestaurować kościół parafialny.

## Źródła
- A. Chabasińska, Kościół Polskokatolicki na Ziemi Lubuskiej (PDF) (dostęp: 16.05.2011)
- E. Elerowski, Parafie Polskiego Narodowego Katolickiego Kościoła w Polsce na tle historii, Warszawa 2011, s. 75.